# Övre Färingen
Övre Färingen är en sjö i Strömstads kommun i Bohuslän och ingår i Strömsåns huvudavrinningsområde. Sjön har en area på 0,225 kvadratkilometer och ligger 29,5 meter över havet.

## Delavrinningsområde
Övre Färingen ingår i det delavrinningsområde (654989-124049) som SMHI kallar för Utloppet av Nedre Färingen. Medelhöjden är 52 meter över havet och ytan är 16,78 kvadratkilometer. Det finns inga avrinningsområden uppströms utan avrinningsområdet är högsta punkten. Vattendraget som avvattnar avrinningsområdet har biflödesordning 2, vilket innebär att vattnet flödar genom totalt 2 vattendrag innan det når havet efter 8,4 kilometer. Avrinningsområdet består mestadels av skog (68 %). Avrinningsområdet har 2,91 kvadratkilometer vattenytor vilket ger det en sjöprocent på 17,3 %.